# Вьетнам на летних Олимпийских играх 2004
Вьетнам принимал участие в Летних Олимпийских играх 2004 года в Афинах (Греция) в тринадцатый раз за свою историю, но не завоевал ни одной медали. Сборную страны представляли 11 спортсменов в 8 видах спорта.

## Лёгкая атлетика
Мужчины, бег на 800 м:
- Ле Ван Зыонг[англ.], результат — 1 минута 49,81 секунд  (установлен националый рекорд), 64 место.

Женщины, прыжки в высоту:
- Буй Тхи Нюнг, достижение: 1,8 метра, 33 место.

## Байдарки
Женщины, одиночный разряд, 500 метров:
- Доан Тхи Кать, вышла в полуфинал.

## Гребля
Парные двойки лёгкого веса:
- Фам Тхи Хьен, Нгуен Тхи Тхи, 18 место.

## Стрельба
Пневматический пистолет, 10 метров, мужчины:
- Нгуен Мань Тыонг[вьет.], 568 очков, 41 место.

## Плавание
100 метров брассом, мужчины:
- Нгуен Хыу Вьет, результат — 1 минута 07,52 секунды, 52 место.

## Настольный теннис
Одиночный разряд, мужчины:
- Доан Кьен Куок.

## Тхэквондо
Мужчины, до 58 кг:
- Нгуен Куок Хуан[англ.], дошёл до полуфинала.

Мужчины, более 80 кг:
- Нгуен Ван Хунг, дошел до четвертьфинала.

## Тяжёлая атлетика
Женщины, 58-63 кг:
- Нгуен Тхи Тхьет[англ.], результат — 205.0 кг, 6 место.